# Salvador de mujeres
Salvador de mujeres es una telenovela venezolana producida por Televideo y Venevisión International para Venevisión en  2010. Escrita por la argentina Marcela Citterio y dirigida Gabriel González Ballí. Fue grabada en Colombia.
Protagonizada por Carlos Guillermo Haydon y Alejandra Sandoval, con las participaciones antagónicas de Ruddy Rodríguez y Franklin Virgüez y con las actuaciones estelares de Roberto Vander, Coraima Torres, Carina Cruz, Yul Bürkle, Orlando Miguel y Margarita Ortega. 
Se estrenó en Venezuela el 7 de abril de 2010 en el horario de las 21 horas y finalizó el 28 de junio de 2010.

## Sinopsis
Luego de perder el título de Campeón de Boxeo, tras una jugada mafiosa, todo es desesperación e impotencia. Una promisoria carrera pugilística truncada, una estafa, una hipoteca, una familia en la calle. De la noche a la mañana la vida de Salvador Valdez dará un vuelco de la forma más inesperada y su historia cambiará para siempre.
Salvador jamás habría imaginado que su cuerpo sirviera para algo más que para derribar contrincantes en el cuadrilátero. Jamás hubiese imaginado que acariciando el cuello de una mujer sola la ayudaría a recuperar su autoestima; que besando con ternura a una mujer temerosa en la frente la ayudaría a superar un trauma de la infancia; que diciéndole a una mujer rechazada por su marido que su piel es suave y su mirada bella como una noche de luna clara, alentaría a una mujer a abandonar a su esposo golpeador.
Pero después de presenciar la pelea, Josefina Álvarez Castillo no opina lo mismo. Es por su forma de mirar, de deslizarse, de conectarse con el entorno, que Josefina intuye que él posee el don. Después de la primera entrevista, lo confirma. Salvador, mira y observa, oye y escucha. Josefina tiene frente a sus ojos a un diamante en bruto. Una rara mezcla de rudeza, intuición e inteligencia sensible. Salvador tiene los cinco sentidos alerta. Y uno más. Uno muy especial que él mismo ignora. La extraña virtud de detectar lo que ellas sienten.
Primero un empleo como entrenador físico en el famoso gimnasio que Josefina posee en lugar más caro de la ciudad. Al poco tiempo de verlo relacionarse con las clientas, la extraña propuesta no tarda en llegar. De la mano de esta mujer refinada y exquisita Salvador se adentrará en el desconocido y misterioso mundo del romance y el deseo. Salvador mostrará una sensibilidad especial para detectar en sus clientas lo que es invisible a los ojos. Descubrirá la enorme belleza que hay en cada mujer. Una belleza que no es física. Es la belleza de ser únicas! Y así las hará sentir, únicas.
La resistencia a la propuesta de ser un acompañante aflora rápidamente. El ofrecimiento de Josefina de cancelar la deuda con el banco y detener el embargo, es realmente milagroso. Pero para Salvador, el precio, es muy alto. Piensa en su padre, en sus enseñanzas, en los valores que le trasmitió. Pero sus dudas quedan de lado cuando su madre sufre un infarto frente a la pérdida inminente de la casa que ladrillo a ladrillo construyó junto al padre de Salvador. Salvador se persigna, pide perdón y acepta la oferta.
Un detalle que Salvador no conoce es que Josefina es la madre de la mujer de sus sueños: Socorro Álvarez Castillo. Una exitosa modelo de facciones y cuerpo bellísimo, que acaba de terminar el reinado de belleza nacional y con cuyo rostro está tapizada la mitad de la ciudad. Socorro se le aparece en sueños y lo enloquece. Socorro es un espejismo que pronto se cruzará en su camino y derribará la ilusión de la mujer perfecta! Socorro es guapísima, sí, pero lejos está de ser perfecta. De carácter caprichoso y actitudes desdeñosas, no tardará en ofender y desilusionar a Salvador llamándolo de mil maneras, menos por su nombre!
Pero ese desdén pronto se transformará en algo que para Socorro será inaceptable e incomprensible. Socorro no podrá evitar sucumbir ante los extraños encantos de este hombre rústico y salvaje. No escaparán ni Socorro ni su madre. Ninguna de las dos será inmune a esta rara combinación de virilidad abrumadora y sensibilidad exquisita. Josefina se enamorará de su criatura y Socorro del hombre que la rescata de mil peligros y del peor de todos, de sí misma. Madre e hija, sin saberlo se disputarán el corazón de un mismo hombre. Pero Salvador es hombre de una sola mujer. Mil clientas podrán pasar por sus labios y sus brazos, y a pesar de negarlo, Salvador albergará dentro de su corazón la esperanza de que Socorro algún día descubra que él sólo nació para amarla a ella!
Salvador es una historia llena de alma, pasión y romanticismo de la más pura clase. Una historia que explora y muestra el mundo femenino desde una perspectiva distinta. Una historia que elige conectar a las mujeres con lo que ellas poseen más que con lo que les falta. Con su potencialidad y con la capacidad de elegir o dejar de elegir lo que les pasa, más que con la postura de ser víctimas de las circunstancias. Todas las mujeres, protagonistas y espectadoras, de esta historia, no podrán evitar ser "salvadas" por nuestro amado Salvador.

## Elenco
- Ruddy Rodríguez como Josefina Álvarez
- Carlos Guillermo Haydon como "Salvador "El Tigre" Valdéz"
- Alejandra Sandoval como Socorro "Coco" Castillo Álvarez
- Roberto Vander como Julio César Castillo
- Carina Cruz como lula Valdéz
- Yul Bürkle como Manuel
- Franklin Virgüez como Don Carlos
- Orlando Miguel como Felipe
- Diana Ángel como Charo Pérez Álvarez
- Alberto Quintero como Fernando
- Maleja Restrepo como Bárbara Valdéz
- Pilar Álvarez como María de Valdéz
- Vicente Tepedino como Gonzalo
- Pedro Rendón como Andrés
- Andrea Martínez como Valeria Castillo Álvarez
- Caterin Escobar como Isabel
- Gabriel Ochoa como Ramiro Castillo Álvarez
- Ana Bolena Mesa como Mercedes
- Shirley Marulanda como Elena
- Morella Zuleta como Victoria
- Helga Díaz como Beatriz
- Lorena Tobar como Agustina
- Mauricio Figueroa como Pedro
- Alejandro López como Walter
- Conrado Osorio como Sebastián Pérez
- Margarita Ortega como Maité
- Fabio Camero
- Coraima Torres como Ana
- Diana González como La Loba
- Martha Silva como Mariela
- Isabela Córdoba
- Natalia Bedoya
- Erika Glasser